# Ейтенз (Пенсільванія)
Ейтенз (англ. Athens) — місто (англ. borough) в США, в окрузі Бредфорд штату Пенсільванія. Населення — 3267 осіб (2020).

## Географія
Ейтенз розташований за координатами 41°56′0″ пн. ш. 76°30′58″ зх. д. / 41.93333° пн. ш. 76.51611° зх. д. (41.933413, -76.515995).  За даними Бюро перепису населення США в 2010 році місто мало площу 4,72 км², з яких 4,65 км² — суходіл та 0,07 км² — водойми.

## Демографія
Згідно з переписом 2010 року, у селищі мешкало 3367 осіб у 1422 домогосподарствах у складі 833 родин. Густота населення становила 713 осіб/км².  Було 1477 помешкань (313/км²).
Расовий склад населення:
| - 97,1 % — білих - 0,9 % — чорних або афроамериканців - 0,5 % — азіатів - 0,1 % — корінних американців |

До двох чи більше рас належало 1,2 %. Частка іспаномовних становила 1,4 % від усіх жителів.
За віковим діапазоном населення розподілялося таким чином: 23,8 % — особи молодші 18 років, 58,1 % — особи у віці 18—64 років, 18,1 % — особи у віці 65 років та старші. Медіана віку мешканця становила 41,4 року. На 100 осіб жіночої статі у селищі припадало 83,2 чоловіків;  на 100 жінок у віці від 18 років та старших — 80,8 чоловіків також старших 18 років.
Середній дохід на одне домашнє господарство  становив 68 615 доларів США (медіана — 35 833), а середній дохід на одну сім'ю — 94 771 долар (медіана — 60 300). Медіана доходів становила 51 736 доларів для чоловіків та 36 406 доларів для жінок. За межею бідності перебувало 25,9 % осіб, у тому числі 34,9 % дітей у віці до 18 років та 18,0 % осіб у віці 65 років та старших.
Цивільне працевлаштоване населення становило 1325 осіб. Основні галузі зайнятості: освіта, охорона здоров'я та соціальна допомога — 27,9 %, роздрібна торгівля — 17,7 %, виробництво — 13,4 %.